# Tilly - Matchmaker
Tilly - Matchmaker è un cortometraggio muto del 1911 scritto e diretto da Lewin Fitzhamon.

## Trama
Sensali di matrimonio, Tilly e Sally aiutano una cugina a scappare in bicicletta per andare a sposarsi.

## Produzione
Il film fu prodotto dalla Hepworth.

## Distribuzione
Distribuito dalla Hepworth, il film - un cortometraggio di 202,5 metri - uscì nelle sale cinematografiche britanniche nel giugno 1911.
Si conoscono pochi dati del film che, prodotto dalla Hepworth, fu distrutto nel 1924 dallo stesso produttore, Cecil M. Hepworth. Fallito, in gravissime difficoltà finanziarie, il produttore pensò in questo modo di poter almeno recuperare il nitrato d'argento della pellicola.